# Batman (альбом Прінса)
Batman — одинадцятий студійний альбом (саундтрек до фільму «Бетмен» 1989 року) американського співака та композитора Прінса, випущений 20 червня 1989 року на лейблі Warner Bros. Records. Альбом займав першу сходинку в Billboard 200 протягом шести тижнів. Це перший альбом з часів Around the World in a Day, який зайняв першу сходинку в чартах. Сингл «Batdance» став першим хітом № 1 Прінса з часів синглу «Kiss». Batman є двічі платиновим.

## Список композицій
Автор музики і слів Прінс, окрім зазначених. 
| #  | Назва                                    | Автор                  | Тривалість |
| -- | ---------------------------------------- | ---------------------- | ---------- |
| 1. | «The Future»                             |                        | 4:07       |
| 2. | «Electric Chair»                         |                        | 4:07       |
| 3. | «The Arms of Orion» (with Sheena Easton) | Sheena Easton, Prince  | 5:02       |
| 4. | «Partyman»                               |                        | 3:11       |
| 5. | «Vicki Waiting»                          |                        | 4:51       |
| 6. | «Trust»                                  |                        | 4:23       |
| 7. | «Lemon Crush»                            |                        | 4:15       |
| 8. | «Scandalous»                             | John L. Nelson, Prince | 6:14       |
| 9. | «Batdance»                               |                        | 6:13       |

## Чарти

### Тижневі чарти
| Чарт (1989)                                          | Найвища позиція |
| ---------------------------------------------------- | --------------- |
| Австралія Australian Albums (ARIA)                   | 4               |
| Австрія Austrian Albums (Ö3 Austria)                 | 3               |
| Belgian Albums (BEA)                                 | 1               |
| Канада Canada Top Albums/CDs (RPM)                   | 1               |
| Danish Albums (IFPI)                                 | 2               |
| Нідерланди Dutch Albums (MegaCharts)                 | 1               |
| European Albums (European Top 100 Albums)            | 1               |
| Finnish Albums (Suomen virallinen lista)             | 2               |
| French Albums (IFOP)                                 | 1               |
| Німеччина German Albums (Offizielle Top 100)         | 3               |
| Irish Albums (IRMA)                                  | 1               |
| Нова Зеландія New Zealand Albums (Recorded Music NZ) | 4               |
| Норвегія Norwegian Albums (VG-lista)                 | 2               |
| Portuguese Albums (AFP)                              | 3               |
| Spanish Albums (AFYVE)                               | 5               |
| Швеція Swedish Albums (Sverigetopplistan)            | 2               |
| Швейцарія Swiss Albums (Schweizer Hitparade)         | 1               |
| Велика Британія UK Albums (OCC)                      | 1               |
| США Billboard 200                                    | 1               |
| США Top R&B/Hip-Hop Albums (Billboard)               | 5               |
| Чарт (2016)                                          | Найвища позиція |
| США Soundtrack Albums (Billboard)                    | 4               |
| Чарт (2023)                                          | Найвища позиція |
| Бельгія Belgian Albums (Ultratop Flanders)           | 136             |
| Hungarian Physical Albums (MAHASZ)                   | 39              |

### Річні чарти
| Чарт (1989)                        | Найвища позиція |
| ---------------------------------- | --------------- |
| Australian Albums (ARIA)           | 49              |
| Austrian Albums (Ö3 Austria)       | 19              |
| Канада Canada Top Albums/CDs (RPM) | 17              |
| Dutch Albums (Album Top 100)       | 26              |
| European Albums (Music & Media)    | 9               |
| German Albums (Offizielle Top 100) | 26              |
| New Zealand Albums (RMNZ)          | 32              |
| Swiss Albums (Schweizer Hitparade) | 16              |
| UK Albums (OCC)                    | 36              |
| US Billboard 200                   | 40              |

## Сертифікації
| Регіон                                                                                          | Сертифікація  | Продажі    |
| ----------------------------------------------------------------------------------------------- | ------------- | ---------- |
| Австралія (ARIA)                                                                                | Золотий       | 35 000^    |
| Франція (SNEP)                                                                                  | Платиновий    | 300 000*   |
| Німеччина (BVMI)                                                                                | Золотий       | 250 000^   |
| Гонконг (IFPI Hong Kong)                                                                        | Золотий       | 10 000*    |
| Японія (RIAJ)                                                                                   | Золотий       | 100 000^   |
| Нідерланди (NVPI)                                                                               | Золотий       | 50 000^    |
| Нова Зеландія (RIANZ)                                                                           | Золотий       | 7500^      |
| Іспанія (PROMUSICAE)                                                                            | Платиновий    | 100 000^   |
| Швейцарія (IFPI Switzerland)                                                                    | Золотий       | 25 000^    |
| Велика Британія (BPI)                                                                           | Платиновий    | 300 000^   |
| США (RIAA)                                                                                      | 2× Платиновий | 2 000 000^ |
| Підсумки                                                                                        |               |            |
| Worldwide                                                                                       | —             | 4,400,000  |
| *продажі, що базуються лише на сертифікаціях ^відвантаження, що базуються лише на сертифікаціях |               |            |